# 比留科韋 (敖德薩州)
47°18′45″N 30°25′38″E / 47.31250°N 30.42722°E
比留科韋（烏克蘭語：Бірюкове）是位於烏克蘭西南部的村莊，由敖德萨州贝雷济夫卡区的斯特留科韋市鎮負責管轄。該村始建於1924年，面積1.09平方公里，海拔高度85米，2001年人口68，人口密度每平方公里62.39人。